# George Kessler
George Edward Kessler né à Bad Frankenhausen en 1862 et mort à Indianapolis en 1923 est un architecte urbaniste et paysagiste, qui a joué un rôle pionnier dans le développement de l'architecture paysagère et de l'urbanisme aux États-Unis à la fin du XIXe siècle et au début du XXe, soutenant le mouvement City Beautiful .

## Biographie

### Jeunesse et formation
En 1865, George Edward Kessler, alors âgé de deux ans immigre depuis sa région natale le Thuringe vers les États-Unis avec ses parents Clotilde et Edward Karl Kessler qui s'établissent à Dallas, au Texas (État alors peu développé). Une fois installé, Edward père investit dans une plantation de coton, mais il meurt en 1878. Sa veuve décide de retourner en Europe pour que George puisse être formé à une véritable carrière. 
L'étude de la sylviculture, de la botanique et de l'aménagement du paysage débute dans les jardins du Grand-duché de Saxe-Weimar-Eisenach dans une école privée fondée par Peter Joseph Lenné. Des cours à l'école polytechnique de Charlottenburg lui ont ensuite été dispensés, suivis d'une année de génie civil à l'université d'Iéna. Puis Kessler, sous la direction d'un professeur privé, passe la dernière de ses trois années à voyager et étudier la conception urbaine des grandes villes européennes, de Paris à Moscou. De retour à New York en 1882, alors qu'il travaille pour une société de semences, il contacte Frederick Law Olmsted qui lui trouve une mission dans l'Ouest ; l'aménagement d'un parc de loisirs à Merriam, proche de Kansas City.

### Carrière
Impressionné par les réalisations du jeune Kessler au Merriam Park, en mars 1892, le nouveau responsable de la commission du département des parcs et de la voirie de Kansas City l'engage comme secrétaire (pour un maigre salaire de 200 dollars par mois). Kansas City est à cette date une métropole en pleine expansion, dotée de ce que Kessler appelle « une topographie excentrique », un quadrillage rigide ou plan hippodamien avait été imposé à son réseau de rues. En 1893, Kessler remet à la commission un plan audacieux pour un grand système de boulevards et de parcs entrelacés qui améliorait le paysage au lieu de l'ignorer. L'ensemble de cette proposition  de City Beautiful sera mis en œuvre en 1915.
Entre-temps, Kessler se marie en 1900, et devient consultant auprès du Kansas City Park Board et s'installe à Saint-Louis dans le Missouri en tant que conseiller paysagiste pour l'exposition universelle de 1904,. Il préconise « pour rompre la monotonie de rues désertes, d'ajouter des lignes d'arbres le long des lagunes et des places et pour encadrer le bâtiment le jour, et la nuit, les lumières filtrant à travers le feuillage ajoutant à la beauté de l'image. ».
L'exposition connait un tel succès que Kessler reçoit des commandes pour le système de parcs et promenades de Memphis dans le Tennessee. La ville de Dallas fait appel à lui pour concevoir un plan à long terme d'améliorations urbaines. Ses plans visaient à prévenir les inondations incontrôlées de la rivière Trinity, à améliorer les rues étroites et tortueuses du centre-ville, à réparer les dangereux passages à niveau et à construire une voie rapide centrale. Ses plans n'ont pas été mis en œuvre à l'époque, étant jugés peu pratiques, mais il est apparu plus tard que des changements étaient nécessaires.  Et le projet de la voie expresse centrale a finalement été réalisé 40 ans après la présentation du plan Kessler.
Kessler est engagé pour résoudre un conflit de développement politiquement chargé impliquant le système de parcs d'Indianapolis en 1908. Il a étudié la ville pendant un an avant de soumettre son plan pour un système de parcs et de boulevards, qui est adopté en 1909. Kessler a dirigé la commission des parcs de la ville jusqu'en 1915, puis il a publié un plan directeur.
Kessler a également conçu des plans d'urbanisme pour Cincinnati (Ohio), Terre Haute (Indiana), Cleveland (Ohio), El Paso (Texas), Denver (Colorado) et Syracuse (New York).
Il estime que « si les parcs sont d'une valeur inestimable pour rendre une ville accueillante [...], pour offrir des trajets agréables, pour ajouter à la valeur des biens immobiliers et pour promouvoir la prospérité générale, ce sont des questions de peu d'importance, si on les compare à la nécessité impérative de fournir à la population des moyens et [lieux] de loisirs pour la soulager de l'environnement non naturel des villes surpeuplées. ». 
« La planification, déclare Kessler, doit être globale. Même si un grand projet urbain ne peut être réalisé que par bribes et sur une longue période, nous devons toujours savoir où nous allons. Chaque élément doit être compréhensible par référence au grand plan dont il fait partie. La planification doit également être pertinente pour la ville en question : sa géographie, son caractère économique, toutes ses particularités locales. Nous devons, insiste-t-il, en tenir compte dans son application à l'ensemble de la ville. L'objectif est de faire des villes des lieux de vie décents pour des masses de personnes. Les villes se développent le plus souvent par accident, en réponse aux tendances du marché immobilier. On ne se préoccupe que très peu de leur caractère qualitatif. Mais il arrive un moment où le développement doit être contrôlé, où la croissance doit être planifiée de manière que l'urbanisation dévastatrice ne se fasse plus au détriment de la nature. »
Kessler a fondé l'American Institute of Planners en 1917 et a été l'un des premiers membres de la Commission des beaux-arts des États-Unis. Il est mort le 20 mars 1923 à Indianapolis et repose au cimetière Bellefontaine à Saint-Louis. Après sa mort le Journal of the American Institute of Architects le décrit comme: « ...un urbaniste et architecte paysagiste d'une perspicacité, d'une vision et d'une capacité pratique extraordinaires. »
Au cours de ses quarante et un ans de carrière, George E. Kessler a réalisé plus de 200 projets et préparé des plans pour 26 communautés, 26 systèmes de parcs et de boulevards, 49 parcs, 46 domaines et résidences et 26 écoles. Il a conçu des projets dans 23 États, 100 villes, dans des endroits aussi éloignés que Shanghai, New York et Mexico.